# (111696) Helenorman
(111696) Helenorman est un astéroïde de la ceinture principale.

## Description
(111696) Helenorman est un astéroïde de la ceinture principale. Il fut découvert le 8 février 2002 à Needville par l'observatoire de Needville. Il présente une orbite caractérisée par un demi-grand axe de 3,06 UA, une excentricité de 0,18 et une inclinaison de 3,3° par rapport à l'écliptique.

## Compléments